# Madeline Zima
Madeline Rose Zima (16 de setembro de 1985) é uma atriz norte-americana que se tornou famosa ao interpretar a menina Emma no filme A Mão que Balança o Berço (1992), e Grace Sheffield na sitcom The Nanny (1993–1999). Também, interpretou Mia Lewis na série Californication (2007–2011), e Gretchen Berg na série Heroes (2009–2010).

## Vida pessoal
Zima nasceu em New Haven, Connecticut, filha de Marie e Dennis. Seu sobrenome significa "inverno" em polonês e vem de seu avô materno, que era de ascendência polaca. Zima tem duas irmãs mais novas, Vanessa e Yvonne Zima, ambas também são atrizes.

## Filmografia

### Filmes
| Ano  | Titulo                         | Papel                    | Notas     |
| ---- | ------------------------------ | ------------------------ | --------- |
| 1992 | The Hand That Rocks the Cradle | Emma Bartel              |           |
| 1993 | Mr. Nanny                      | Kate Mason               |           |
| 1997 | 'Til There Was You             | Gwen Moss                |           |
| 1998 | Second Chances                 | Melinda Judd             |           |
| 1999 | Chasing Secrets                | Jo Ann Foley             | telefilme |
| 1999 | Lethal Vows                    | Danielle Farris          | telefilme |
| 2000 | The Sandy Bottom Orchestra     | Rachel Green             | telefilme |
| 2003 | Lucy                           | Lucille Ball Adolescente | telefilme |
| 2004 | A Cinderella Story             | Brianna                  |           |
| 2006 | Looking for Sunday             | Trisha                   |           |
| 2008 | Legacy                         | Zoey Martin              |           |
| 2008 | Dimples                        | Frances                  |           |
| 2009 | The Collector                  | Jill Chase               |           |
| 2010 | Trance                         | Jessica                  |           |
| 2010 | First Dates                    | Kelly                    |           |
| 2010 | My Own Love Song               | Billie                   | telefilme |
| 2011 | The Family Tree                | Mitzy Steinbacher        |           |
| 2011 | A Monster in Paris             | Maud                     | dublagem  |
| 2012 | Breaking the Girls             | Alex Layton              |           |
| 2012 | Crazy Kind of Love             | Annie                    |           |
| 2012 | Crazy Eyes                     | Rebecca                  |           |
| 2012 | Lake Effects                   | Lily                     |           |
| 2014 | #Stuck                         | Holly                    |           |
| 2014 | From A to B                    | Samantha                 |           |
| 2015 | Weepah Way for Now             | Lauren                   |           |
| 2018 | Painkillers                    | Chloe Clarke             |           |
| 2019 | Bombshell                      | Edie                     |           |
| 2020 | The Morning After              | Holly                    |           |
| 2021 | Bliss                          | Doris                    |           |
| 2021 | Insight                        | Abby                     |           |
| 2024 | Subservience                   | Maggie                   | [ 4 ]     |

### Televisão
| Ano       | Titulo                    | Papel                     | Notas                                        |
| --------- | ------------------------- | ------------------------- | -------------------------------------------- |
| 1993      | Law & Order               | Samantha Silver           | Episódio: "Extended Family"                  |
| 1993-1999 | The Nanny                 | Grace Sheffield           | 144 episódios                                |
| 1996      | JAG                       | Cathy Gold                | Episódio: "Sightings"                        |
| 1997      | Touched by an Angel       | Alexandra "Ally"          | Episódio: "Children of the Night"            |
| 1999      | Chicken Soup for the Soul | Katie                     | Episódio: "Starlight, Star Bright"           |
| 2001      | The Nightmare Room        | Alexis Hall               | 2 episódios                                  |
| 2001      | King of the Hill          | Susan Clemmons            | 2 episódios (Voz)                            |
| 2001      | Gilmore Girls             | Lisa                      | Episódio: "Like Mother, Like Daughter"       |
| 2003      | 7th Heaven                | Alice Miller              | Episódio: "Go Ask Alice"                     |
| 2004      | Strong Medicine           | Pam                       | Episódio: "Like Cures Like"                  |
| 2006      | 3 lbs                     | Cassie Mack               | Episódio: "Lost for Words"                   |
| 2007      | Ghost Whisperer           | Maddy Strom               | Episódio: "Mean Ghost"                       |
| 2007      | Grey's Anatomy            | Marissa                   | Episódio: "Forever Young"                    |
| 2007-2011 | Californication           | Mia Lewis                 | 28 episódios                                 |
| 2009-2010 | Heroes                    | Gretchen Berg             | 11 episódios                                 |
| 2010      | My Boys                   | Ashley                    | Episódio: "Be a Man!"                        |
| 2011      | Royal Pains               | Toby Thompson             | Episódio: "Me First"                         |
| 2012      | The Vampire Diaries       | Charlotte                 | Episódio: "We'll Always Have Bourbon Street" |
| 2013-2014 | Betas                     | Jordan Alexis             | 8 episódios                                  |
| 2015      | Grimm                     | Emily Troyer              | Episódio: "Maiden Quest"                     |
| 2015      | Agent X                   | Brenda Pelton / Molly     | Episódio: "Truth, Lies and Consequences"     |
| 2017      | Twin Peaks                | Tracy Barberato           | Episódio: "Part 1", "Part 2"                 |
| 2019      | You                       | Rachel                    | Episódio: "Farewell, My Bunny"               |
| 2020      | Good Girls                | Lila                      | Episódio: "Nana", "Incentive"                |
| 2020      | Perry Mason               | Velma Fuller              | Episódio: "Chapter One"                      |
| 2021      | NCIS: Hawaii              | Abby Nelson               | Episódio: "Gaijin"                           |
| 2021      | Hacks                     | Cat                       | Episódio: "Falling"                          |
| 2022-2023 | Doom Patrol               | Casey Brinke / Space Case | 4 episódios                                  |